# Rachèl Louise
Rachèl Louise (Utrecht, 8 juli 1989) is een Nederlands-Amerikaans singer-songwriter.

## Biografie
Rachèl Louise is in Utrecht geboren als dochter van Rob en Lee Ann Vermeulen en reeds in haar jeugd met muziek bezig. Zo heeft ze reeds als basisscholiere gezongen in Kids Crew. Verder was ze soliste bij Prinsen en Prinsessen en heeft ze nog gezongen bij het black gospelkoor Inside Out. Zo werkt ze mee aan tientallen cd-, dvd- en tv-producties, zowel nationaal als internationaal.

### Carrière
In 2011 wint Louise de Utrechtse Popprijs, wordt ze door de lokale omroep 3VOOR12 uitgeroepen tot meest belovende talent uit Utrecht en door de landelijke radiozender 3FM wordt ze uitgeroepen tot Serious Talent. Sindsdien treedt ze op in veel verschillende radioprogramma's, onder andere op 538. Ook is ze te zien in De Wereld Draait Door. Verder speelde ze openingsacts voor onder andere Dotan, James Morrison, Brooke Fraser en Jon Allen.
Als Louise haar havodiploma op zak heeft, vertrekt ze op haar 17e naar de Verenigde Staten om een driejaarse opleiding te volgen aan het Musician Institue te Hollywood. Nadat ze deze heeft afgerond keert ze terug naar Nederland en begint ze aan een vierjaarse opleiding aan het conservatorium. Hier stopt ze echter na een half jaar mee om fulltime muzikant te worden. In 2012 produceert Louise in eigen beheer haar eerste album Be Your Own Cheerleader, dat op 5 oktober van datzelfde jaar wordt uitgebracht.
De periode erna gaat ze als bandlid op tour met Dotan waardoor haar eigen muzikale carrière op een lager pitje komt te staan.
In 2016 pakt Louise de draad weer op. Voor het eerst in drie jaar brengt ze weer een nieuwe single uit, genaamd Keep Your Heart. Deze single komt in juni 2016 uit en opent de aanloop naar een nieuwe EP. Van dit nieuwe album volgt vier maanden later de tweede single: Far Away. De EP verschijnt op 17 maart 2017.
Vanaf 2017 gaat Louise op tournee met Krystl en Elske DeWall. Onder de gemeenschappelijke naam The BlueBirds brengen ze bekende americana- en countrynummers ten gehore geïnspireerd door de hitserie Nashville en het album Trio van Dolly Parton, Linda Ronstadt en Emmylou Harris, alsmede eigen nummers.
In 2020 brengt Louise weer een nieuwe eigen productie uit. Dit gebeurt op 14 februari dat jaar, in de vorm van haar nieuwe single I Get High. Later dit jaar volgen ook nog de singles Something That Feels Right, Good Things en LION.
In 2021 schrijft en produceert Louise een single met Yuki Kemphees, bekend van Kris Kross Amsterdam. De single heet Niet Verwacht en komt uit op 10 september 2021.
Daarna is het enige tijd stil op solo gebied en focust zij zich op de tour met The BlueBirds. Op dat moment alleen nog bestaande uit Louise en Krystl Pullens. Elske is gestopt vanwege de komst van haar kindje en het focussen op haar solocarrière. Toen Louise en Pullens overbleven besloten zij in 2021 een album te maken met alleen maar vrouwelijke artiesten: Great Big World. Dit album komt op 8 oktober 2021 uit. Tijdens de gelijknamige tour nemen zij zangeres Leonie Meijer mee het podium op. Zij staat ook op het album, met het nummer Why Worry.
In 2023 is Louise terug van weggeweest. Zo vertelt zij in maart in het NPO Radio 1 programma van Omroep ZWART, De Nacht Is ZWART, dat zij iedere maand een nieuwe single gaat uitbrengen totdat uiteindelijk de EP volledig is uitgebracht. De eerste single van haar EP heet Sad On Sad en komt uit op 10 maart 2023. Op 21 april volgt het nummer America, dat zij samen met haar broer Colin Lee heeft geschreven en geproduceerd. 

## Discografie

### Albums
| Album met eventuele hitnotering(en) in de Nederlandse Album Top 100 | Datum van verschijnen | Datum van binnenkomst | Hoogste positie | Aantal weken | Opmerkingen |
| ------------------------------------------------------------------- | --------------------- | --------------------- | --------------- | ------------ | ----------- |
| Living In Holland (EP)                                              | 2011                  |                       |                 |              |             |
| Be Your Own Cheerleader                                             | 5-10-2012             |                       |                 |              |             |
| Big Girls (EP)                                                      | 17-3-2017             |                       |                 |              |             |

### Singles
| Single                     | Datum van verschijnen |
| -------------------------- | --------------------- |
| Just A Few                 | 21-09-2012            |
| Far Away                   | 21-10-2016            |
| Keep Your Heart            | 04-11-2016            |
| Far Away (Rui Remix)       | 13-01-2017            |
| I Get High                 | 14-02-2020            |
| Something That Feels Right | 24-04-2020            |
| Good Things                | 17-07-2020            |
| LION                       | 16-10-2020            |
| Niet Verwacht (ft Yuki)    | 10-09-2021            |
| Sad On Sad                 | 10-03-2023            |
| America                    | 21-04-2023            |

| Single met eventuele hitnotering(en) in de Nederlandse Top 40 | Datum van verschijnen | Datum van binnenkomst | Hoogste positie | Aantal weken | Opmerkingen |
| ------------------------------------------------------------- | --------------------- | --------------------- | --------------- | ------------ | ----------- |
| At The Disco                                                  | 2011                  |                       |                 |              |             |
| Hardcore                                                      | 2011                  |                       |                 |              |             |
| Take Your Place                                               | 22-6-2012             |                       |                 |              |             |
| Just A Few                                                    | 2012                  |                       |                 |              |             |
| Happiness                                                     | 7-6-2013              |                       |                 |              |             |
| Keep Your Heart                                               | 17-6-2016             |                       |                 |              |             |
| Far Away                                                      | 21-10-2016            |                       |                 |              |             |
| Far Away (RUI Remix)                                          | 13-1-2017             |                       |                 |              |             |
| I Get High                                                    | 14-2-2020             |                       |                 |              |             |
| Something That Feels Right                                    | 24-4-2020             |                       |                 |              |             |
| Good Times                                                    | 17-7-2020             |                       |                 |              |             |
| LION                                                          | 16-10-2020            |                       |                 |              |             |